# Дыгай, Глеб Григорьевич
Глеб Григорьевич Дыгай — советский хозяйственный, государственный и политический деятель.

## Биография
Родился в 1922 году в селе Покровское. Член КПСС с 1942 года.
Участник Великой Отечественной войны. С 1948 года — на хозяйственной, общественной и политической работе. В 1949—1992 гг. — партийный работник в Молдавской ССР, первый секретарь Единецкого райкома КП Молдавской ССР, парторг ЦК КПМ Братушанского территориально-производственного колхозно-совхозного управления, заведующий отделом партийных органов ЦК КПМ, заведующий отделом организационно-партийной работы ЦК КП Молдавской ССР, председатель Молдавского республиканского совета ветеранов войны и труда, председатель подкомитета Комитета Верховного Совета СССР по делам ветеранов и инвалидов.
Избирался депутатом Верховного Совета Молдавской ССР 6-11 созывов, народным депутатом СССР от Всесоюзной организации ветеранов войны и труда. Делегат XXIV съезда КПСС.
Умер 3 марта 2007 года в Кишинёве, Молдова.